# Puente de Koror-Babeldaob
El puente de Koror-Babeldaob (del inglés: Koror–Babeldaob Bridge) es un puente en Palaos que conecta las islas de Koror y Babeldaob. Es de hormigón armado, un puente atirantado con una longitud total de 413 metros. Fue construido por la Corporación Kajima de Japón en 2002, en sustitución del antiguo puente, que colapsó y que había sido construido por "Socio Construction Co." de Corea del Sur.
El 26 de septiembre de 1996, el puente se derrumbó repentinamente y provocó el corte del agua dulce y la electricidad entre las islas. Además, el derrumbe mató a dos personas e hirió a cuatro más.
Como el Gobierno de Palaos carecía de fondos suficientes para reconstruirlo inmediatamente, un nuevo puente fue construido con una donación japonesa de la AOD.